# Вилхелм Гризингер
Вилхелм Гризингер (на немски: Wilhelm Griesinger) е германски невролог и психиатър.

## Биография
Роден е на 29 юли 1817 година в Щутгарт, Вюртемберг. Учи под ръководството на Йохан Лукас Шьонлейн в Университета в Цюрих и при лекаря Франсоа Маженди в Париж. След като получава доктората си, практикува медицина на няколко места включително Вюртемберг, Щутгарт, медицинската клиника в Тюбинген и в Университета в Кил. В началото на 50-те години на XIX век заминава за Египет, за да оглави медицинското училище в Кайро и става личен лекар на Абас паша. По време на престоя си в Кайро придобива опит с тропическите болести и в резултат на него публикува „Klinische und anatomische Beobachtungen über die Krankheiten von Aegypten“ (1854) и „Infectionskrankheiten“ (1857).
През 1854 година става професор по клинична медицина в университета в Тюбинген и наследява приятеля си Карл Вундерлих (1815 – 1877) като директор на Тюбингенската медицинска клиника. През 1859 Гризингер става началник на институция за деца с душевни недъзи в малкия град Мариаберг и от 1860 участва в планирането на психиатричната клиника „Бургхьолцли“ в Цюрих. През 1865 се мести в Берлин и наследява Мориц Хайнрих Ромберг като директор на университетската поликлиника. В Берлин създава два влиятелни психиатрични журнала – „Medicinisch-psychologische Gesellschaft“ и „Archiv für Psychiatrie und Nervenkrankheiten“.
Гризингер е запомнен с реформите си, засягащи душевно болните и системата на психиатриите. Той вярва в интеграцията на душевно болните в обществото и предлага, че краткотрайната хоспитализация може да бъде комбинирана с близко сътрудничество с естествени подкрепящи системи. Също така дава ценни прозрения за природата на психопатичното поведение. Болница „Вилхелм Гризингер“ в Берлин е наречена в негова чест.
Умира на 26 октомври 1868 година в Берлин.